# SMS Königsberg
SMS Königsberg var en kryssare inom tyska kejserliga marinen, som tjänstgjorde från 1906 till 1915. Hon namngavs efter Ostpreussens huvudstad Königsberg, nuvarande Kaliningrad.

## Historik

### Bakgrund och tidiga år
SMS Königsberg var det första fartyget i Königsberg-klassen av kryssare och var systerfartyg till SMS Stettin, SMS Stuttgart och SMS Nürnberg. Huvudbeväpningen var tio 10,5 centimeters fartygskanoner och den högsta farten 24,1 knop. 
Hon användes under sina första år i tjänst ofta som eskortfartyg till Kejsare Wilhelm II:s yacht Hohenzollern vid besök i utlandet.  I december 1907 eskorterade Königsberg Wilhelm II:s bror Heinrich av Preussen till Malmö för att möta kung Oscar II. 

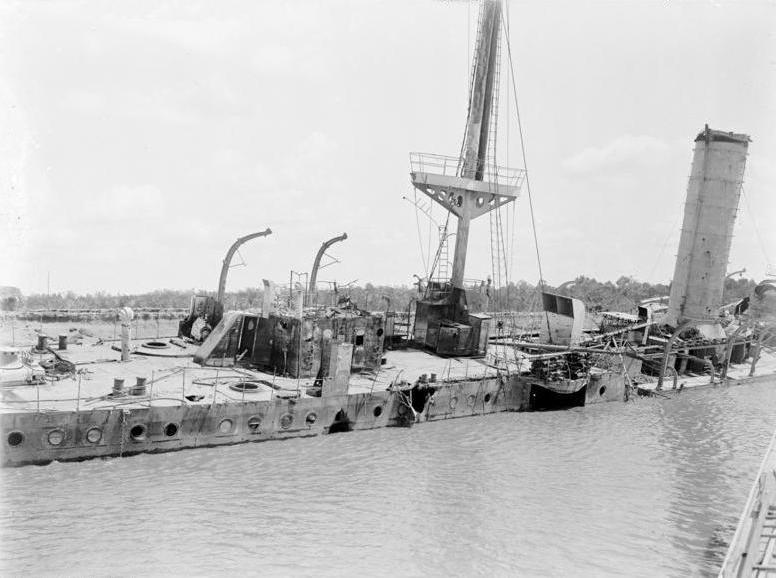
SMS Königsberg, som vrak på en sandbank i Rufijifloden.

### Afrikanska äventyr
Den 1 april 1914 tog Max Looff befäl över fartyget, och Königsberg lämnade Kiel den 25 april 1914 för vad som var planerat att vara ett tvåårigt uppdrag i Tyska Östafrika. Efter första världskrigets utbrott i augusti 1914 försökte Königsberg störa brittisk och fransk handelsfart i området, men lyckades bara sänka ett handelsfartyg, och hade problem med sin kolförsörjning. Den 20 september 1914 sänkte Königsberg den brittiska kryssaren HMS Pegasus i Zanzibars hamn, när denna gjorde underhåll av sina ångpannor. 
Königsberg behövde därefter själv underhålla sina ångpannor. Eftersom Dar es-Salaams hamn var under blockad av Royal Navy, drog hon sig därför in för att gömma sig i floden Rufijis delta. Ångpannan fraktades till Dar es-Salaam landvägen och renoverades. Trots sin gömda position och försök att kamouflera fartyget upptäcktes hon den 30 oktober 1914 av kryssaren HMS Dartmouth, varefter Royal Navy lade krigsfartyg utanför flodmynningen för att förhindra flyktförsök.
Efter flera misslyckade försök att beskjuta fartyget under Slaget i Rufijis delta sände engelsmännen den 6 juli 1915 in två monitorer, HMS Mersey och HMS Severn, för att attackera Königsberg. Den 11 juli hade de två monitorerna navigerat tillräckligt nära för att allvarligt kunna skada Königsberg och tvinga besättningen att överge fartyget. Under bombardemanget av fartyget dog nitton man. Ytterligare 45 skadades, bland annat skeppets kapten. Den överlevande besättningen sänkte fartyget, men kunde nästa dag återvända för att bärga hennes tio största kanoner och förena sig med Paul von Lettow-Vorbecks gerillastyrka.

### Senare år
Königsberg kunde 1963–65 delvis användas som skrot, innan de sista resterna av skrovet sjönk i floden.

## Fartyget i populärkulturen
SMS Königsberg figurerar i det sista kapitlet i serieromanen Corto Maltese i Etiopien. Historien utspelas hösten 1918, där det i stort sett övergivna vraket härbärgerar de mystiska "leopardmännen" och där tyska officerar fortfarande finns i krokarna.